# Lupercalia (album)
Lupercalia è il quinto album in studio del musicista britannico Patrick Wolf.

## Tracce
1. The City – 4:12
2. House – 3:31
3. Bermondsey Street – 3:25
4. The Future – 2:54
5. Armistice – 3:29
6. William – 0:51
7. Time of My Life – 4:20
8. The Days – 4:53
9. Slow Motion – 5:10
10. Together – 4:40
11. The Falcons – 3:35